# 黃俊傑 (公民黨)
黃俊傑（英語：Daniel WONG Chun Kit），生於香港。曾任公民黨副秘書長兼執行委員會成員和青年公民主席。

## 生平
黃俊傑於2013年取得香港科技大學理學士（物理學）學位，並於2015年取得香港浸會大學公共行政管理碩士學位。
他於2012年成為公民黨實習生，於九龍東立法會競選團隊工作，並於當年的立法會選舉後加入公民黨。在2013年至2016年，他擔任青年公民司庫，2016年至2018年出任青年公民主席。在2018年至2020年為公民黨副秘書長。